# Pragelato
Pragelato är en ort och kommun i storstadsregionen Turin, innan 2015 provinsen Turin, i regionen Piemonte, Italien. Kommunen hade 786 invånare (2017). Orten ligger på 1 518 meters höjd över havet, cirka 82 kilometer väster om Turin. I Pragelato hölls tävlingar i längdskidåkning, backhoppning (i Stadio del Trampolino) och nordisk kombination vid de olympiska vinterspelen 2006.